# Apollo/Skylab A7L

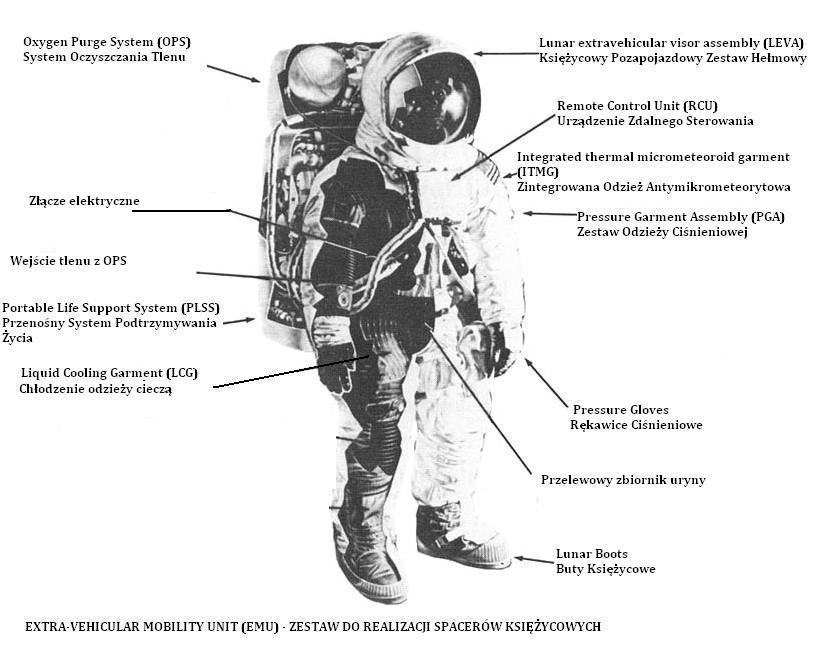
Pozapojazdowy Zestaw Księżycowy

W programie Apollo do realizacji spacerów kosmicznych (EVA) na powierzchni Księżyca i w przestrzeni kosmicznej stosowany był pozapojazdowy zestaw księżycowy ang. Extravehicular Mobility Unit (EMU). W skład zestawu wchodziły:
- przenośny system podtrzymywania życia ang. Portable Life Support System (PLSS)[b],
- system oczyszczania tlenu ang. Oxygen Purge System (OPS),
- zestaw odzieży ciśnieniowej ang. Pressure Garment Assembly (PGA),
- urządzenie zdalnego sterowania ang. Remote Control Unit[1]

Głównym elementami zestawu EMU były:
- ciśnieniowy kombinezon/pojemnik,
- przenośny system podtrzymywania życia PLSS.

Ciśnieniowy kombinezon/pojemnik nazywany był zestawem odzieży ciśnieniowej ang. Pressure Garment Assembly (PGA), który działał także, współpracując ze stacjonarnymi systemami kontroli środowiska modułu dowodzenia i modułu księżycowego. Zestaw EMU zapewniał dublowanie ciśnienia w kabinach załogowych w krytycznych fazach misji, włączając w to start i wejście do atmosfery podczas powrotu z przestrzeni kosmicznej. System podtrzymywania życia modułu dowodzenia zapewniał odpowiednie ciśnienie tlenu podczas pozapojazdowych spacerów kosmicznych, przeprowadzanych z modułu dowodzenia podczas misji Apollo 15, 16, 17. W trakcie spacerów po powierzchni Księżyca w ramach Programu Apollo dotyczącego badań naukowych, które trwały do siedmiu godzin, zestaw PGA zasilany był z przenośnego systemu podtrzymywania życia PLSS.

## Zestaw odzieży ciśnieniowej (PGA)
Odzież ciśnieniowa (PGA) posiadała dwie konfiguracje:
- pozapojazdowa
- wewnątrz pojazdowa

Obydwie wersje odzieży PGA składały się z:
- zestawu ciśnieniowego obejmującego tułów i kończyny ang. torso limb suit assembly (TLSA) ze zintegrowaną warstwą ochronną,
- ciśnieniowego kasku,
- rękawic ciśnieniowych,
- urządzenia zdalnego sterowania przenośnym systemem podtrzymywania życia,
- oprzyrządowania,
- środków łączności.

Dodatkowo w konfiguracji pozapojazdowej znajdowały się:
- odzież zapewniająca ochronę przed mikrometeoroidami i słonecznymi zagrożeniami termicznymi,
- kask księżycowy,
- buty księżycowe,
- odzież chłodzona cieczą,
- system przechowywania kału.
- system przechowywania moczu.

Chociaż elementy:
- odzież zapewniająca ochronę przed mikrometeoroidami i słonecznymi zagrożeniami termicznymi
- kask księżycowy
- buty księżycowe

wchodziły w skład odzieży PGA, to były zakładane jako odzież zewnętrzna odzieży ciśnieniowej, która nie miała żadnego związku z automatycznie regulowanym ciśnieniem z przenośnego systemu podtrzymywania życia.

### Zestaw ciśnieniowy obejmujący tułów i kończyny
Zestaw ciśnieniowy obejmujący tułów i kończyny ang. torso limb suit assembly (TLSA) ze zintegrowaną warstwą ochronną posiadał dwie konfiguracje:
- konfiguracja A7LA (NASA S71-2537) była noszona przez wszystkich astronautów programu Apollo przed misją Apollo 15 i przez pilotów modułu dowodzenia do końca programu;
- konfiguracja A7LB (NASA S71-2533) była noszona przez astronautów misji Apollo 15–17, którzy lądowali na powierzchni Księżyca.

Najważniejszą różnicą pomiędzy obiema wersjami kombinezonów było włączenie do wersji A7LB pasa umożliwiającego siadanie w pojeździe księżycowym. Wersja ta ułatwiała również bieganie i klękanie.
Opis fotografii PGA i TLSA (po prawej):
- Zestaw odzieży ciśnieniowej (PGA) w konfiguracji TLSA wersja A7LA bez zintegrowanej odzieży chroniącej przed mikrometeoroidami, bez kasku księżycowego, butów księżycowych, przenośnego urządzenia podtrzymywania życia i systemu oczyszczania tlenu
- Zestaw odzieży ciśnieniowej (PGA) w konfiguracji TLSA wersja A7LA ze zintegrowaną odzieżą chroniącą przed mikrometeoroidami, w kasku księżycowym, w butach księżycowych, z założonym przenośnym urządzeniem podtrzymywania życia i systemem oczyszczania tlenu
- Zestaw odzieży ciśnieniowej (PGA) w konfiguracji TLSA wersja A7LB bez zintegrowanej odzieży chroniącej przed mikrometeoroidami, bez kasku księżycowego, butów księżycowych, przenośnego urządzenia podtrzymywania życia i systemu oczyszczania tlenu
- Zestaw odzieży ciśnieniowej (PGA) w konfiguracji TLSA wersja A7LB ze zintegrowaną odzieżą chroniącą przed mikrometeoroidami, w kasku księżycowym, w butach księżycowych, z założonym przenośnym urządzeniem podtrzymywania życia i systemem oczyszczania tlenu, z aparatem fotograficznym Hasselblad przymocowanym do urządzenia zdalnego sterowania[3].

Skafandry księżycowe w programie Apollo były dopasowywane indywidualnie dla każdej misji. Do skompletowania skafandrów dla jednej misji wykonywano pięćdziesiąt sztuk. Każdy członek załogi zasadniczej posiadał trzy skafandry: skafander treningowy i dwa skafandry przygotowane do misji. Natomiast każdy dubler posiadał dwa skafandry: skafander treningowy i przygotowany do realizacji misji.
Zestawy TLSA składały się z tej części PGA, która otaczała całe ciało z wyjątkiem głowy i dłoni. Przestrzeń TLSA utrzymująca tlen wykonana była z neoprenu pokrytego na zewnętrznej powierzchni nylonową tkaniną. Bezpośrednio nad zewnętrzną warstwą elementu utrzymującego tlen znajdowała się nylonowa warstwa nadająca odpowiedni kształt. Na prawym udzie znajdowała się wbudowana w TLSA łata przeznaczona do wstrzykiwania leków i umożliwiała astronaucie zaaplikowanie podskórnej dawki leku bez zagrożenia zakłócenia obiegu gazu w PGA.
Wewnętrzną warstwę kombinezonu TLSA stanowił nylonowy wkład, który ułatwiał wygodne zakładanie TLSA. Serie kanalików przyczepionych do wewnętrznej powierzchni elementu utrzymującego gaz stanowiły część systemu wentylacyjnego. System wentylacyjny kierował tlen do hełmu w celu umożliwienia oddychania oraz w celu przeciwdziałania zaparowywaniu szyby hełmu. Następnie gaz opływał całe ciało, kończyny, skąd wracał kanałami do złącza wyjściowego. Zawór kierunku przepływu wentylacji był umieszczony w złączu wejściowym gazu. Wartość ciśnienia gazu w kombinezonie PGA była wskazywana na przyrządzie zamontowanym na rękawie.

### Odzież chłodzona cieczą
Warstwą odzieży ubieranej bezpośrednio na ciało ludzkie pod zestaw odzież ciśnieniowej (PGA) podczas aktywności pozapojazdowej była odzież chłodząca cieczą ang. Liquid Cooling Garment (LCG). Odzież ta była wykonana z nylonowo-spandexowej dzianiny, a jej głównym przeznaczeniem było uzyskanie skutecznej absorpcji potu i odprowadzania ciepła, co zapewniało kontrolowane chłodzenie dzięki przepływowi wody o sterowanej automatycznie temperaturze poprzez sieć rurek będących częścią LCG. Rurki przewodzące wodę wykonane były z poli(chlorku winylu) (PVC). Delikatny wkład nylonowy oddzielał sieć rurek od ludzkiego ciała. Sieć rurek posiadała równoległe ścieżki przepływu wody w celu osiągnięcia maksimum pokrycia chłodzonej powierzchni i optymalnego chłodzenia. Odzież LCG z założonymi bezpośrednio na niej zestawami do gromadzenia i usuwania uryny jest przedstawiona na fotografii. Chociaż LCG była zakładana bezpośrednio na ciało ludzkie, to przed EVA, pod LCG zakładano jeszcze system przechowywania kału, który był parą spodenek wykonanych z chłonnego materiału.
LCG była zasilana w chłodzoną wodę z systemu kontroli środowiska modułu dowodzenia, a podczas spacerów księżycowych – z przenośnego systemu podtrzymywania życia ang. Portable Life Support System (PLSS). Woda będąca chłodziwem ogrzana podczas przejścia w pobliżu ciała astronauty wracała do PLSS przez króciec wody mieszanej.
Od misji Apollo 15 począwszy, dołączone były misje EVA, biorące swój początek w module dowodzenia. Podczas powrotu na Ziemię, pilot modułu dowodzenia wykonywał EVA, czyli przejście po zewnętrznej stronie statku kosmicznego – do jednej z wnęk modułu serwisowego, aby przenieść elementy tam się znajdujące. Tymi elementami były:
- kasety z filmami z kamery mapowania[f],
- kasety z filmami z kamery panoramicznej,
- zestaw CSAR składający się z urządzenia elektronicznego i nagrywarki optycznej, biorących udział w księżycowym eksperymencie z sondą ultradźwiękową ang. Lunar Sounder Experiment[4].

Do EVA zastosowano tlen z Systemu Kontroli Środowiska w Module Dowodzenia za pośrednictwem instalacji elastycznych rur. Ponadto astronauta miał założony system oczyszczania tlenu ang. oxygen purge system jako urządzenie dublujące. Z dostępnych materiałów nie wynika, czy miał założoną odzież chłodzącą ang. Liquid Cooling Garment (LCG).
Podczas zakładania skafandra ciśnieniowego z zamiarem realizacji zadania wewnątrz modułu dowodzenia, bezpośrednio na ciało ludzkie w misjach Apollo, była zakładana bielizna z tkaniny bawełnianej nazywana ang. Constant Wear Garment (CWG).

### Odzież zapewniająca ochronę przed mikrometeoroidami i słonecznymi zagrożeniami termicznymi
Odzież zapewniająca ochronę przed mikrometeoroidami oraz przed termicznym promieniowaniem słonecznym ang. Integrated Thermal Micrometeoroid Garment (ITMG) była lekką odzieżą wykonaną z wielu warstw różnych materiałów przykrywającą tułów i kończyny, zakładaną na kombinezon PGA. Odzież ITMG wykonana była z trzynastu warstw. Były to, licząc od środka na zewnątrz:
- guma pokryta nylonem – wewnętrzny wkład, warstwa powstrzymująca czynniki powodujące rozdarcia,
- 5 warstw aluminiowanego mylaru[h] – ochrona przed termicznym promieniowaniem Słońca,
- 4 warstwy włókniny dacronowej – przekładki termiczne,
- 2 cienkie warstwy:
  - kaptonu[i] – ochrona przed promieniowaniem termicznym Słońca,
  - tkaniny Beta marquisette[j][5] – ochrona przed promieniowaniem termicznym Słońca,
- teflon pokryty tkaniną Beta[k] – niepalna warstwa odporna na ścieranie[6].

W celu zabezpieczenia przed zadrapaniami i przetarciami zostały dołączone teflonowe warstwy na kolanach, łokciach, na pasie talii, na ramionach. Na plecach pod PLSS dołączono warstwę „Chromelu-R”.

### Kask księżycowy

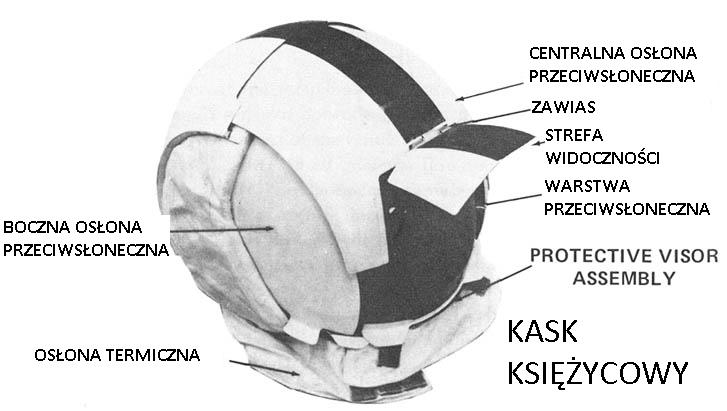
Kask księżycowy

Przeciwsłoneczny kask księżycowy ang. Lunar extravehicular visor assembly (LEVA) chronił kask ciśnieniowy i głowę astronauty przed termicznym promieniowaniem słonecznym i przed urazami mechanicznymi. Składał się z plastykowej obudowy, trzech obszarów przyciemnionych i dwóch warstw przeciwsłonecznych. Zewnętrzna warstwa przeciwsłoneczna była wykonana z termoplastycznego polisulfidu fenylenu. Wewnętrzna warstwa przeciwsłoneczna, chroniąca przed promieniowaniem UV, była wykonana z tworzywa poliwęglanowego. Zewnętrzna warstwa filtrowała światło widzialne i odrzucała znaczące wartości promieniowania nadfioletowego i podczerwonego. Warstwa wewnętrzna filtrowała promienie ultrafioletowe, odrzucała podczerwone. Połączenie kasku księżycowego z kaskiem ciśnieniowym zapewniało skuteczną barierę termiczną oraz ochronę przed mikrometeoroidami i przypadkowymi upadkami na powierzchnię księżycową. Ruchome osłony przeciwsłoneczne (boczne i centralna) były regulowane przez astronautów w celu ochrony przed oślepiającym blaskiem słonecznym utrudniającym widzenie. Centralny daszek przeciwsłoneczny był dodany do kasku księżycowego po misji Apollo 11 – w wyniku sugestii astronautów sygnalizujących taką potrzebę – w związku z występującym na powierzchni Księżyca oślepiającym blaskiem słonecznym.

## Przenośny system podtrzymywania życia (PLSS)
W celu zapewnienia odpowiedniej ochrony środowiskowej i podtrzymywania życia, zarówno podczas spacerów księżycowych, jak i zadań w swobodnej przestrzeni kosmicznej, realizując program Apollo, astronauci nosili na plecach zwarty montaż różnych urządzeń kontroli środowiska, nazywany przenośnym systemem podtrzymywania życia ang. Portable Life Support System (PLSS).
PLSS zapewniał:
- sterowanie ciśnieniem w zestawie ciśnieniowym (PGA),
- tlen do oddychania,
- recykling tlenu, który polegał na:
  - usuwaniu dwutlenku węgla,
  - usuwaniu zapachów,
  - usuwaniu wilgoci,
  - usuwaniu pozostałości zanieczyszczeń tlenu,
- sterowanie temperaturą
  - tlenu,
  - odzieży chłodzonej cieczą (LCG),
- dostarczanie ostrzeżeń o uszkodzeniach systemu,
- dostarczanie komunikacji fonicznej z drugim astronautą, z dowódcą w module dowodzenia, z centrum kierowania misją,
- dostarczanie danych telemetrycznych.

Oddzielny system bezpieczeństwa w przypadku uszkodzenia PLSS zapewniał:
- tlen do oddychania
- ciśnienie w zestawie ciśnieniowym (PGA)
- chłodzenie odzieży (LCG)

Oddzielny system bezpieczeństwa nazywał się systemem oczyszczania tlenu ang. Oxygen Purge System (OPS) i był uruchamiany ręcznie.

### System oczyszczania tlenu

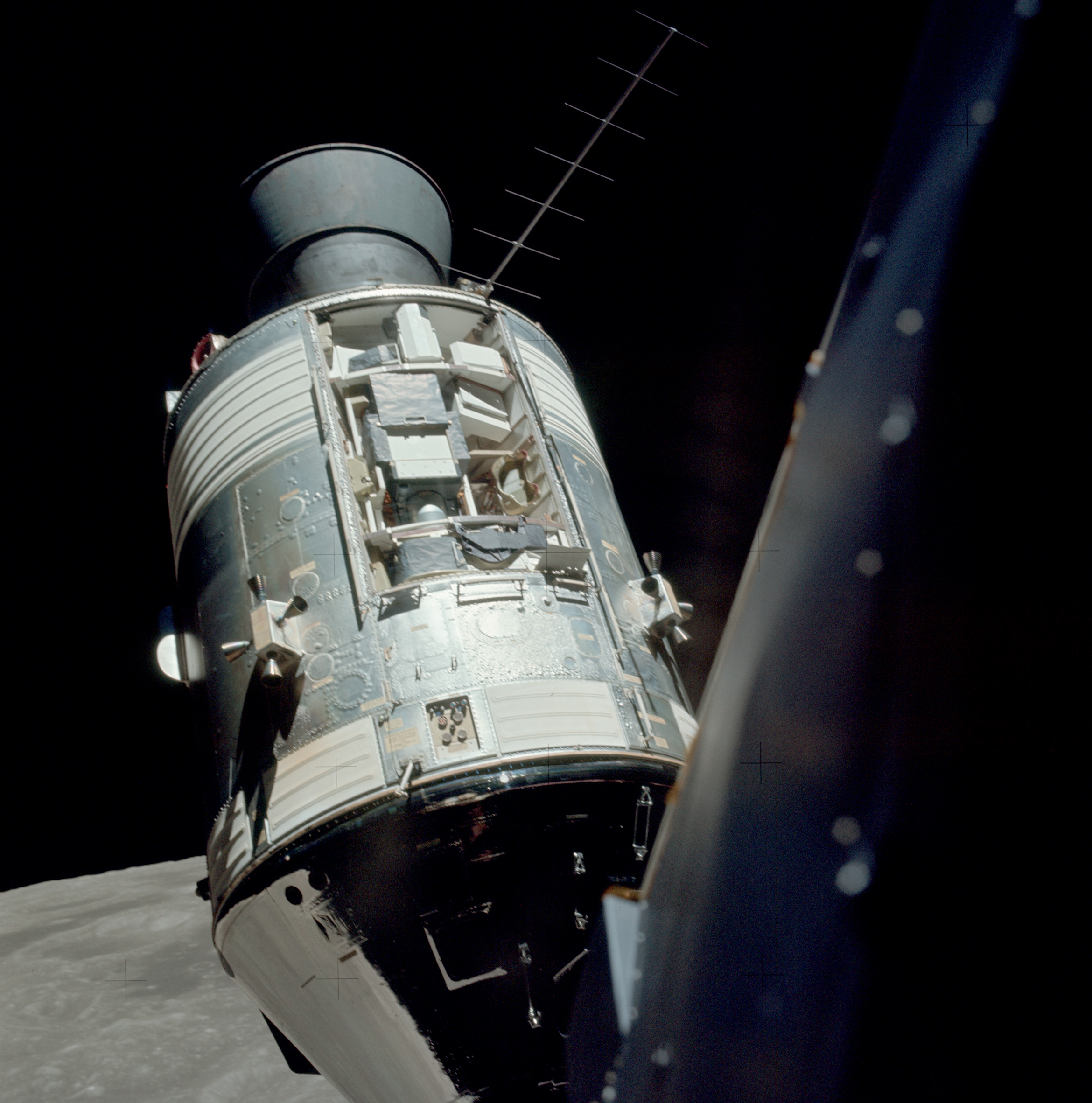
Wnęka modułu serwisowego z instrumentami naukowymi ang. (SIM)

System oczyszczania tlenu ang. Oxygen Purge System (OPS) dostarczał tlen i sterowanie ciśnieniem w zestawie PGA przy ustalonych z góry awariach PLSS. W standardowych konfiguracjach EVA OPS był zamontowany na górze PLSS i używany tylko w przypadku niebezpieczeństwa. Sprawą niepewną jest, czy OPS był częścią PLSS, czy EMU (źródła różnie to interpretują), ale obiektywnie OPS był samowystarczalny, niezależnie zasilany i nieładowalny. Zapewniał działanie przez minimum 30 minut. System składał się z dwóch połączonych butli z tlenem, z automatycznego modułu sterowania temperaturą, regulatora ciśnienia, baterii zasilających, koniecznego oprzyrządowania. OPS nie zapewniał łączności, chociaż na jego wierzchołku była zamontowana antena VHF do łączności realizowanej przez sprawny PLSS.
W konfiguracjach niestandardowych było przewidziane stosowanie OPS bez PLSS. Podczas misji Apollo 15, 16, 17 w drodze powrotnej na Ziemię w odległości 307 800 km od planety przeprowadzane były spacery kosmiczne z modułu dowodzenia do wnęki z instrumentami naukowymi ang. Scientific Instrument Module (SIM), które znajdowały się w module serwisowym (Fot. 14). Podczas EVA do wnęki SIM modułu serwisowego nie były wykorzystywane zestawy PLSS. Tlen był dostarczany instalacją pneumatyczną z systemu kontroli środowiska modułu dowodzenia. OPS był używany jako system bezpieczeństwa. Dostępne źródła nie podają, jak był rozwiązany problem chłodzenia odzieży LCG.
Fotografie po prawej stronie kolejno pokazują:
- astronautę Stuarta A. Roosa, dublera dowódcy modułu dowodzenia Apollo 17, uczestniczącego w symulacji spaceru kosmicznego przy 1/6 wartości przyspieszenia ziemskiego uzyskiwanego na pokładzie samolotu KC-135. Roosa symulował odzyskiwanie kasety kamery mapowania z jednej z wnęk modułu serwisowego[8].

- astronautę Ronalda E. Evansa, który wykonuje EVA podczas misji Apollo 17 w drodze powrotnej na Ziemię (niedziela, 17 grudnia 1972 roku). Podczas tego EVA Evans, pilot modułu dowodzenia, odzyskiwał kasety filmowe z kamery mapującej i kamery panoramicznej, należących do naukowego eksperymentalnego programu ang. Lunar Sounder[4]. Cylindryczny obiekt po lewej stronie Evansa jest kasetą kamery mapującej. Całkowity czas trwania omawianego tutaj spaceru kosmicznego wynosił jedną godzinę, siedem minut i 18 sekund[9].

- artystyczną wizję misji Apollo 15, podczas której dwóch członków załogi realizowało spacer kosmiczny. Nie używano wówczas przenośnego systemu podtrzymywania życia. Astronauta po lewej stronie to Alfred M. Worden, pilot modułu dowodzenia, podłączony do instalacji systemu kontroli środowiska w module dowodzenia. Astronauta po prawej stronie, stojący we włazie CM, to James B. Irwin, pilot modułu księżycowego. Worden jest zajęty odzyskiwaniem m.in. panoramicznej kamery z jednej z wnęk modułu serwisowego. Za Irwinem znajduje się kamera filmowa 16 mm.

- Moduł CSM ang. Command/Service Module z wyeksponowanymi wnękami z instrumentami naukowymi ang. Scientific Instrument Module (SIM).

## Podsystem zasilania w energię elektryczną
Podsystem energii elektrycznej dostarczał prąd stały za pośrednictwem odpowiednich złącz do silników wentylatora i pompy, a także do zasilania środków łączności i wskaźników kontrolnych. Energia elektryczna była dostarczana z 16,8 ±0,8 V DC jedenasto ogniwowych alkalicznych baterii srebrowo cynkowych o pojemności 0,290 kWh.
Zużycie energii elektrycznej przez trzy zasadnicze odbiorniki rozkładało się następująco:
1. silnik pompy – maksymalnie 10,00 W
2. silnik wentylatora – maksymalnie 35,50 W
3. środki łączności i telemetria – maksymalnie 12,80 W[10]

## Urządzenie zdalnego sterowania

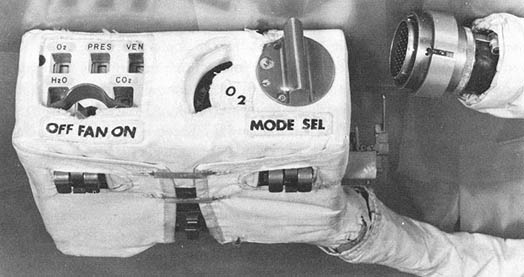
Urządzenie zdalnego sterowania PLSS

Urządzenie zdalnego sterowania ang. Remote Control Unit (RCU) było elementem EMU. RCU zostało dodane do EMU po przeprojektowaniu systemu w następstwie pożaru modułu dowodzenia Apollo 1. Zamontowane w części piersiowej EMU umożliwiało sterowanie komunikacją i funkcjami EMU, przekazywało również ostrzeżenia i zawierało wskaźniki aktualnego stanu EMU. Jako drugorzędną rolę RCU spełniało funkcję podstawy dla standardowego aparatu fotograficznego Apollo Hasselblad i siłownika uruchamiającego OPS.

## Łączność podczas aktywności pozapojazdowej

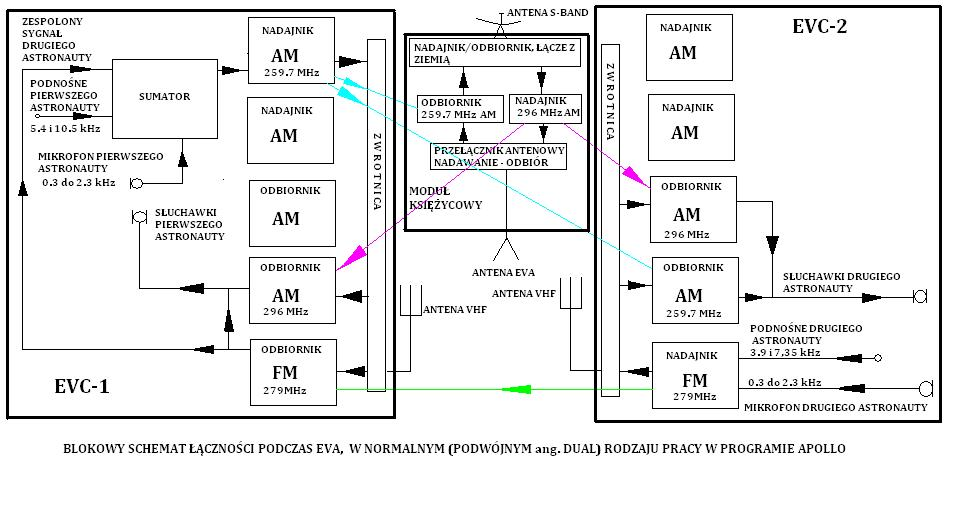
Schemat funkcjonalny pozapojazdowego systemu komunikacyjnego w normalnym rodzaju pracy

Łączność podczas aktywności pozapojazdowej (ang.) Extravehicular Communications System (EVCS) na powierzchni Księżyca miała następujące możliwości:
- jednoczesne i ciągłe dane telemetryczne od dwóch astronautów
- łączność głosową w trybie full duplex pomiędzy Ziemią a dwoma astronautami
- nieprzerwaną łączność głosową pomiędzy dwoma astronautami
- zabezpieczenie 30 kanałów telemetrycznych
- zabezpieczenie osobnych częstotliwości podnośnych dla każdego astronauty, w celu ciągłego monitorowania EKG
- generowanie akustycznego sygnału alarmowego przez okres 10 ± 2 sekund w przypadku wystąpienia problemów w obszarze EMU
  - jeżeli przełącznik trybu pracy (EVCS) zostałby ustawiony w inne położenie, a zagrożenie nadal by istniało, sygnał alarmu powinien był się powtórzyć

EVCS składał się z dwóch komunikatorów (ang.) Extravehicular Communicators (EVC1, EVC2), które były integralnymi elementami przenośnych systemów podtrzymywania życia PLSS. Jeden z astronautów w swoim PLSS posiadał komunikator EVC1, a drugi EVC2.

EVC1 składał się z:
- dwóch nadajników z modulacją amplitudy (AM)
- dwóch odbiorników z modulacją amplitudy (AM)
- odbiornika z modulacją częstotliwości (FM)

Komunikator EVC2 był podobny do EVC1, z tą różnicą, że zamiast odbiornika (FM) posiadał nadajnik (FM)
EVCS posiadał cztery ręcznie ustawiane tryby pracy i każdy komunikator (EVC1 i EVC2) mógł być sterowany poprzez czteropozycyjny przełącznik rodzajów pracy:
1. wyłączony
2. podwójny
3. podstawowy
4. wtórny

W opisie pracy systemu występują trzy rodzaje anten:
1. dwie anteny VHF, były integralną częścią PLSS, znajdowały się na górze OPS, były antenami dookólnymi
2. antena EVA, tworzyła łącza pomiędzy modułem księżycowym a astronautami na powierzchni Księżyca, znajdowała się na module księżycowym, była anteną dookólną
3. antena pasma S[r], znajdowała się na module księżycowym, uczestniczyła w tworzeniu łącza między modułem księżycowym a Centrum Łączności Kierowania Załogowymi Lotami Kosmicznymi (ang.) Manned Space Flight Network (MSFN), była anteną kierunkową o dużym zysku energetycznym.

W opisie pracy występują astronauci pierwszy i drugi. Astronauta pierwszy to ten, który w swym PLSS niesie komunikator EVC1, a drugi to ten, który niesie komunikator EVC2.
Tryb podwójny był normalnym operacyjnym reżimem pracy. W trybie tym, komunikator EVC2 przekazywał sygnał audio drugiego astronauty w zakresie od 0,3 do 2,3 kHz i dwie częstotliwości podnośne (3,9 i 7,35 kHz) poprzez nadajnik 279 MHz FM i VHF. Zespolony sygnał komunikatora EVC2 był odbierany przez antenę VHF i odbiornik FM komunikatora EVC1 (pierwszy astronauta). Komunikator EVC1 z zespolonym sygnałem EVC2 miksował sygnał audio drugiego astronauty (0,3 do 2,3 kHz) z podnośnymi (5,4 i 10,5 kHz) i przekazywał poprzez własną antenę VHF, do anteny dookólnej EVA modułu księżycowego na częstotliwości 259,7 MHz AM. Zespolony sygnał audio i czterech częstotliwości podnośnych, z modułu księżycowego poprzez antenę pasma S był przekazywany do kontrolerów lotu na Ziemi. Komunikator EVC2 (drugiego astronauty) również odbierał wyjście EVC1 (pierwszego astronauty) częstotliwości 259,7 MHz AM, co zapewniało transmisję dwukierunkową pomiędzy dwoma astronautami realizującymi spacer kosmiczny. Sygnały komunikacyjne nadawane z Ziemi do modułu księżycowego były odbierane przez antenę pasma S i następnie przekazywane na częstotliwości 296 MHz AM do anten VHF, obydwu astronautów.
Wyjścia odbiorników FM i AM były zsumowane ze stłumionym wejściem audio (mikrofon) i podawane do słuchawek zestawu komunikacyjnego skafandrów ciśnieniowych.
Tryb podwójny zapewniał ciągłą transmisję dwukierunkową pomiędzy astronautami i łączem pomiędzy modułem księżycowym a kontrolą lotu na Ziemi, oraz dane telemetryczne od każdego astronauty poprzez komunikator EVC1.
W przypadku awarii podwójnego rodzaju pracy, pozostałe dwa tryby dublowały tryb podwójny z zastrzeżeniem, że obydwaj astronauci nie mogli jednocześnie pracować w tym samym trybie.
Poziomy wyjść audio obydwu odbiorników były indywidualnie sterowane poprzez osobne potencjometry zlokalizowane na zdalnym sterowaniu PLSS umocowanym na klatce piersiowej skafandrów ciśnieniowych.
Urządzenie telemetryczne posiadało 1,5 kHz ton ostrzegawczy. Był on generowany, jeżeli wystąpił jeden z czterech problemów:
1. zbyt wysoki przepływ tlenu
2. zbyt niski przepływ odpowietrzający
3. za niskie ciśnienie w kombinezonie ciśnieniowym
4. za małe ciśnienie wody napływającej

Przyczyny alarmu astronauta szukał na wskaźnikach zdalnego sterowania.